# Chris Messina
Christopher Messina, detto Chris (Northport, 11 agosto 1974), è un attore, regista, sceneggiatore e produttore statunitense di cinema e televisione.
Ha fatto parte del cast dei film Vicky Cristina Barcelona (2008) di Woody Allen, Un amore di testimone (2008) di Paul Weiland, Julie & Julia (2009) di Nora Ephron e della serie Based on a True Story (2023).

## Biografia
Nato e cresciuto a Northport, nello stato di New York, da una famiglia d'origini italiane, Messina ha incominciato la carriera come attore di off-Broadway, apparendo anche in episodi delle serie televisive Law & Order, Camelot - Squadra emergenza e Medium. Ha ricoperto con continuità un ruolo anche nella quinta e ultima stagione di Six Feet Under, serie trasmessa dalla HBO (era Ted Fairwell, l'innamorato di Claire Fisher-Lauren Ambrose). La sua filmografia include anche Il giocatore - Rounders, Attacco al potere, C'è posta per te e Niente velo per Jasira. Ha poi recitato nel ruolo di Ira in Ira and Abby, film diretto da Robert Cary. Il film è stato distribuito nell'agosto 2007 da Magnolia Pictures e ha vinto il premio come miglior commedia all'HBO Comedy Festival. Nel 2008 l'attore è stato nel cast del film di Woody Allen Vicky Cristina Barcelona. È stato fra gli interpreti della puntata pilota della Anatomy of Hope di cui è regista J. J. Abrams e che è interpretata anche da Simon Callow.
Nel 2009, fra le altre interpretazioni, ha avuto quelle nei film Julie & Julia, in cui ha recitato nel ruolo di Eric Powell (il marito di Julie Powell, impersonata dall'attrice Amy Adams) a fianco di Meryl Streep, Stanley Tucci e Amy Adams e American Life, diretto da Sam Mendes. Nello stesso anno ha avuto in produzione il film del 2010 Lo stravagante mondo di Greenberg, diretto da Noah Baumbach. Appare anche in Devil diretto da John Erick e Drew Dowdle. Nel 2011 partecipa alla quarta stagione della serie TV Damages nel ruolo di Chris Sanchez, mercenario arruolato in un gruppo paramilitare agli ordini della CIA. Nel 2014 esordisce alla regia con il film indipendente Aspettando Alex, presentato al Tribeca Film Festival.
Nel 2020 interpreta il villain Victor Zsasz nel film del DC Extended Universe Birds of Prey e la fantasmagorica rinascita di Harley Quinn, diretto da Cathy Yan distribuito nelle sale cinematografiche a febbraio dello stesso anno.

## Filmografia

### Attore

#### Cinema
- Il giocatore - Rounders (Rounders), regia di John Dahl (1998)
- Attacco al potere (The Siege), regia di Edward Zwick (1998)
- C'è posta per te (You've Got Mail), regia di Nora Ephron (1998)
- Turn It Up, regia di Robert Adetuyi (2000)
- Ordinary Sinner, regia di John Henry Davis (2001)
- Road, regia di Leslie McCleave (2005)
- The Crooked Corner, regia di James Savoca (2005)
- Bittersweet Place, regia di Alexander Brodsky (2005)
- Ira and Abby, regia di Robert Cary (2006)
- Security, regia di Matthew Linnell (2007) - cortometraggio
- Niente velo per Jasira (Towelhead), regia di Alan Ball (2007)
- Humboldt County, regia di Darren Grodsky e Danny Jacobs (2008)
- Un amore di testimone (Made of Honor), regia di Paul Weiland (2008)
- Vicky Cristina Barcelona, regia di Woody Allen (2008)
- Brief Interviews with Hideous Men, regia di John Krasinski (2009)
- Julie & Julia, regia di Nora Ephron (2009)
- American Life (Away We Go), regia di Sam Mendes (2009)
- Monogamy, regia di Dana Adam Shapiro (2010)
- Devil, regia di John Erick Dowdle (2010)
- Lo stravagante mondo di Greenberg (Greenberg), regia di Noah Baumbach (2010)
- I numeri dell'amore (An Invisible Sign), regia di Marilyn Agrelo (2010)
- The Trouble with Bliss, regia di Michael Knowles (2011)
- Like Crazy, regia di Drake Doremus (2011)
- The Giant Mechanical Man, regia di Lee Kirk (2012)
- Separati innamorati (Celeste and Jesse Forever), regia di Lee Toland Krieger (2012)
- 28 Hotel Rooms, regia di Matt Ross (2012)
- Fairheaven, regia di Tom O'Brien (2012)
- Ruby Sparks, regia di Jonathan Dayton e Valerie Faris (2012)
- Argo, regia di Ben Affleck (2012)
- Palo Alto, regia di Gia Coppola (2013)
- Aspettando Alex (Alex of Venice), regia di Chris Messina (2014)
- Manglehorn, regia di David Gordon Green (2014)
- Cake, regia di Daniel Barnz (2014)
- Un tranquillo weekend di mistero (Digging for Fire), regia di Joe Swanberg (2015)
- La legge della notte (Live by Night), regia di Ben Affleck (2016)
- Zeroville, regia di James Franco (2019)
- Birds of Prey e la fantasmagorica rinascita di Harley Quinn (Birds of Prey and the Fantabulous Emancipation of One Harley Quinn), regia di Cathy Yan (2020)
- Mainstream, regia di Gia Coppola (2020)
- The Secret - Le verità nascoste (The Secrets We Keep), regia di Yuval Adler (2020)
- I Care a Lot, regia di J Blakeson (2020)
- Call Jane, regia di Phyllis Nagy (2022)
- Air - La storia del grande salto (Air), regia di Ben Affleck (2023)
- The Boogeyman, regia di Rob Savage (2023)
- Giurato numero 2 (Juror #2), regia di Clint Eastwood (2024)

#### Televisione
- Camelot - Squadra emergenza (Third Watch) – serie TV, 1 episodio (2000)
- Big Apple – serie TV, 1 episodio (2001)
- Law & Order - I due volti della giustizia (Law & Order) – serie TV, 3 episodi (1995-2003)
- Six Feet Under – serie TV, 6 episodi (2005)
- Medium – serie TV, 1 episodio (2007)
- Damages – serie TV, 16 episodi (2011-2012)
- The Newsroom – serie TV, 14 episodi (2012-2014)
- The Mindy Project – serie TV, 90 episodi (2012-2017)
- Sharp Objects – miniserie TV, 8 puntate (2018)
- The Sinner – serie TV, 5 episodi (2020)
- Gaslit – miniserie TV, 4 episodi (2022)
- Based on a True Story – serie TV, 8 episodi (2023-in corso)

#### Videoclip
- I'm Not The Only One di Sam Smith (2014)

### Regista
- Aspettando Alex (Alex of Venice) (2014)

### Sceneggiatore
- Fairheaven, regia di Tom O'Brien (2012)

### Produttore
- 28 Hotel Rooms, regia di Matt Ross (2012)
- Fairheaven, regia di Tom O'Brien (2012)

## Doppiatori italiani
Nelle versioni in italiano delle opere in cui ha recitato, Chris Messina è stato doppiato da:
- Roberto Gammino in Un amore di testimone, Cake, I Care a Lot, Call Jane, Gaslit, Air - La storia del grande salto
- Alessio Cigliano in Lo stravagante mondo di Greenberg, Sharp Objects, Giurato numero 2
- Emiliano Coltorti in Julie & Julia, The Newsroom, The Boogeyman
- Massimiliano Manfredi in Vicky Cristina Barcelona, Devil
- Massimiliano Virgilii in C'è posta per te
- Luigi Ferraro in American Life
- Fabrizio Russotto in Separati innamorati
- Massimo Bitossi in Ruby Sparks
- Enrico Chirico in Argo
- Alessandro D'Errico in The Mindy Project
- Daniele Raffaeli in Manglehorn
- Fabrizio Vidale in La legge della notte
- Alessandro Quarta in The Sinner
- Marco Baroni in Birds of Prey e la fantasmagorica rinascita di Harley Quinn
- Francesco Bulckaen in The Secret - Le verità nascoste
- Andrea Lavagnino in Based on a True Story